# Història de Sinuhé

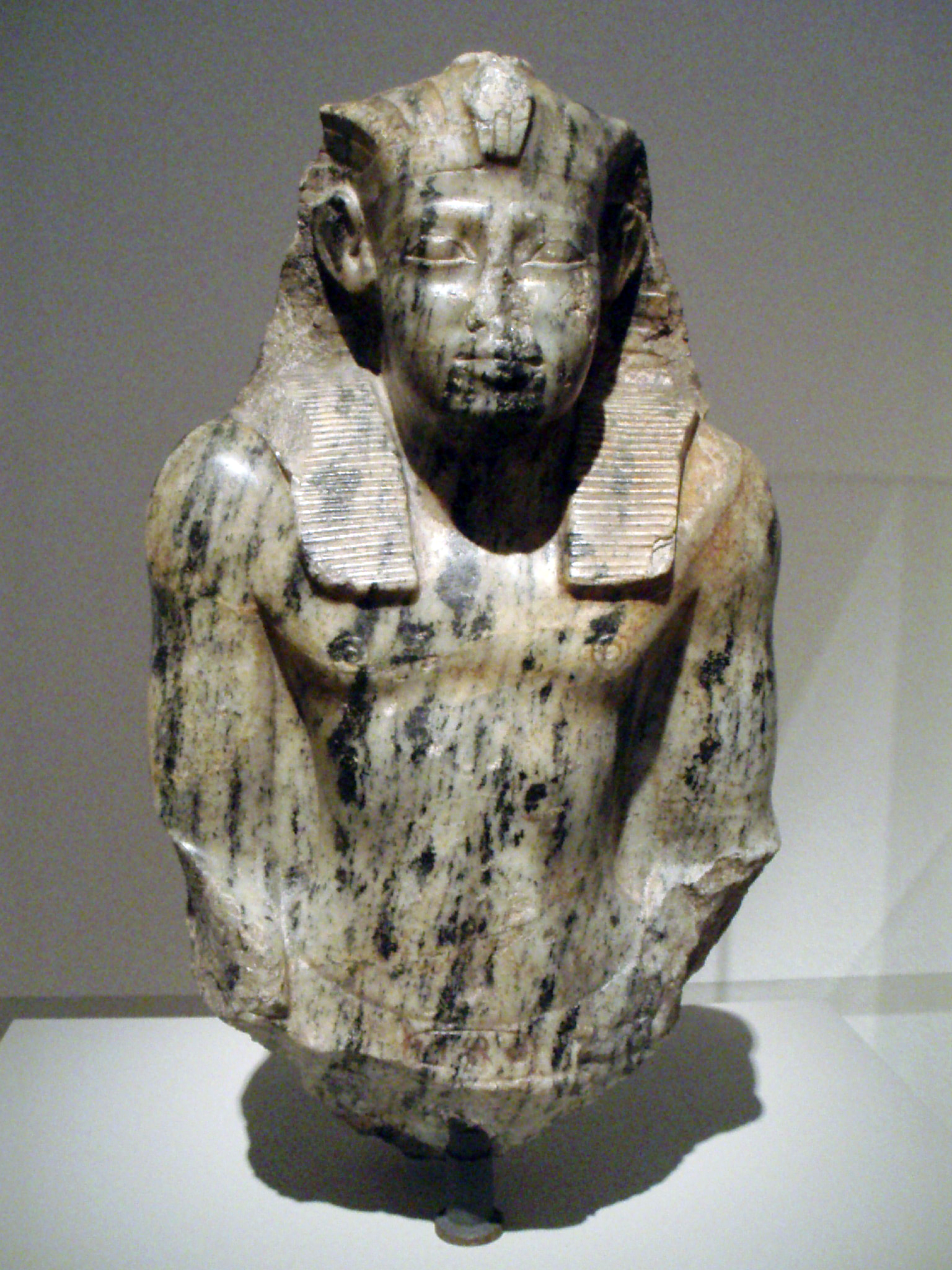
La història relata les aventures de Sinuhé, que coneix accidentalment un complot per a assassinar el faraó Senusret I (Sesostris I) abans d'ascendir al tron. (Estatueta del faraó). Altes Museum

La Història de Sinuhé és un conte egipci que es coneix per dos dels papirs de Berlín: el 10.499 (B), que conté alguns fragments de la història, i el 3022 (R), més complet. També s'han trobat parts del text en altres papirs i en alguna ostraca.
Sinuhé (s3-nh.t, Sanehet, 'Fill del sicòmor') és, segons les seves paraules, «el tresorer del rei del Baix Egipte, gran amic únic, dignatari administrador dels districtes del sobirà a les terres dels asiàtics, veritable conegut del rei, el seu benvolgut seguidor». Sinuhé diu: «Jo sóc un acompanyant que segueix el seu senyor. Servidor en l'harem del rei de la noble hereva de grans favors, l'esposa del rei Senusert en Jenemsut, la filla del rei Amenenhat, Neferu, la molt honrada».
Senusret I (Sesostris en versió grega) —de qui era servidor Sinuhé— va ser el segon faraó de la dinastia XII, de l'Imperi Mitjà, que va governar de c. 1956-1910 aC; els primers anys va ser corregent amb el seu pare, Amenemhat I, que va ser assassinat cap a l'any 1947 aC, data en què comença el relat.

## Estil
El relat està narrat en primera persona, amb una fàcil erudició que mostra acolorides descripcions de llocs, costums i persones tant d'Egipte com d'altres terres, ple de dades precises i amb una exaltació del sentiment i pensament egipcis: l'enyorança de la pàtria, l'anhel de vida eterna, l'hospitalitat.
És una de les obres mestres de la rondalla, gènere que a Egipte va aconseguir gran desenvolupament en l'Imperi Mitjà. Aquest és de tipus realista, i utilitza la prosa en gairebé tota la narració, tot i que té parts en vers: quan descriu com és Sesostris davant el rei de Retenu, ho fa amb un poema que exalta les seves virtuts guerreres, per bé que acaba de forma lírica:
| « | És el molt estimat, el ple de dolçor que a molts ha conquistat per l'amor | » |

## Història

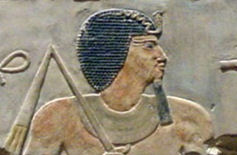
Baix relleu del faraó Amenemhat I

El personatge s'anomena «fill de sicòmor» i el sicòmor era l'arbre de la vida a la cultura egípcia, fet que presagia la seva fortuna posterior. La història comença enmig de l'acció, amb una conspiració. Sinuhé no narra les intrigues de palau ni de cap altre antecedent: les dona per conegudes. És possible que l'anònim autor no volgués comprometre's.
Quan Sinuhé viatja per avisar Sesostris (en campanya contra els libus) de la mort del seu pare, se li avancen altres missatgers: ocult, escolta com un home informa un altre dels prínceps de la casa reial, i s'adona que Amenemhat ha estat assassinat segons les ordres donades per aquest príncep. Espantat, en creure que serà castigat per no haver estat capaç de descobrir el complot i haver avisat a temps el corregent, fuig d'Egipte i s'encamina al país de Retenu (Síria).
Convidat pel príncep Amunenshi, es casa amb la filla d'aquest i arriba a ser cap d'una de les tribus i un reconegut general. Aconsegueix riqueses i poder, sobretot després de vèncer en un duel un príncep local.
Ja ancià, intercanvia missives amb el faraó i torna a Egipte després de repartir els seus béns entre els seus fills, per ser enterrat amb tots els ritus necessaris per aconseguir la vida eterna en el moment de la mort. Un cop a Egipte, és allotjat pel faraó amb tota classe de comoditats, i aquest li lliura una casa de camp amb les seves rendes, i ordena la preparació d'una mastaba o tomba de pedra i un ric aixovar funerari.

## Explicació
Per què es va produir la fugida de Sinuhé? El conte podria haver-ho explicat millor, però els fets eren tan coneguts per l'audiència, que el relat es limita a esmentar-los. La conspiració d'algun príncep, possible culpable de la mort d'Amenemhat, s'esmenta de passada. Això impedeix comprendre quins van ser els temors de Sanehet, i per què va creure que Sesostris el condemnaria. Tampoc a les cartes que envia en la seva vellesa ho explica, i es limita a presentar disculpes.

## Anàlisi
Aquesta història és considerada com la major fita de la literatura egípcia antiga. Combina en una singular narració una gamma extraordinària d'estils literaris, i és també notable l'examen que fa dels motius del seu protagonista. El poema analitza contínuament les raons de la fugida de Sinuhé i la seva possible culpabilitat. En situar un membre de la cultura egípcia en una altra societat, el poema explora el que ha de ser un egipci, sense negar que l'assumpció egípcia de la vida a l'exterior d'Egipte no tenia sentit.

## Repercussió
- Basant-se en aquesta història, l'escriptor finlandès Mika Waltari va escriure el 1945 una novel·la anomenada Sinuhé, l'egipci, tot i que es trasllada als temps d'Akenaton (Amenhotep IV), i fa una barreja amb les conspiracions que hi va haver en aquest regnat a causa de la fracassada revolució religiosa. Va ser portada al cinema el 1954.

- Naguib Mahfuz, escriptor egipci guanyador del premi Nobel, va escriure el 1941 Awdat Sinuhi. Es basa directament en els textos antics, tot i que es pren la llicència d'afegir alguns enamoriscaments que no apareixen en l'original.